# Шеллер, Вальтер
Вальтер Шеллер (нем. Walter Scheller; 27 января 1892 — 21 июля 1944) — немецкий военачальник, генерал-лейтенант вермахта, командующий несколькими дивизиями во время Второй мировой войны. Кавалер Рыцарского креста Железного креста, высшего ордена Третьего рейха. Погиб в бою у Брест-Литовска 21 июля 1944 года в ходе Люблин-Брестской операции.

## Награды
- Железный крест (1914) 2-го и 1-го класса
- Нагрудный знак «За ранение» (1918) в чёрном
- Почётный крест Первой мировой войны 1914/1918 с мечами
- Пряжка к Железному кресту (1939) 2-го и 1-го класса
- Нагрудный знак «За танковую атаку»
- Медаль «За зимнюю кампанию на Востоке 1941/42»
- Немецкий крест в золоте (4 февраля 1943)
- Рыцарский крест Железного креста (3 апреля 1943)
- Упомянут в Вермахтберихте (24 июля 1944)